# Tulpspitze
Die Tulpspitze (3054 m ü. A.) ist ein Berggipfel des Wallhornkamms in der Venedigergruppe in Osttirol (Österreich). Sie liegt im Norden des Gemeindegebiets von Prägraten am Großvenediger. Benachbarte Gipfel sind die Zopetspitze im Norden und die Kreuzspitze im Südwesten.

## Lage
Die Tulpspitze liegt zwischen der Zopetscharte (2958 m ü. A.) im Norden und der Tulpscharte (2948 m ü. A.) im Süden, wobei die Zopetscharte die Tulpspitze von der Zopetspitze (3198 m ü. A.) und die Tulpscharte die Tulpspitze von der Kreuzspitze (3164 m ü. A.) trennt. Westlich der Tulpspitze befindet sich das Kar der Zopetspitze, das zum Hinterbichler Dorfertal bzw. zum Dorfer Bach abfällt. Östlich befindet sich die Kleinitzalm im hintersten Timmeltal mit dem Eissee. 

## Aufstiegsmöglichkeiten

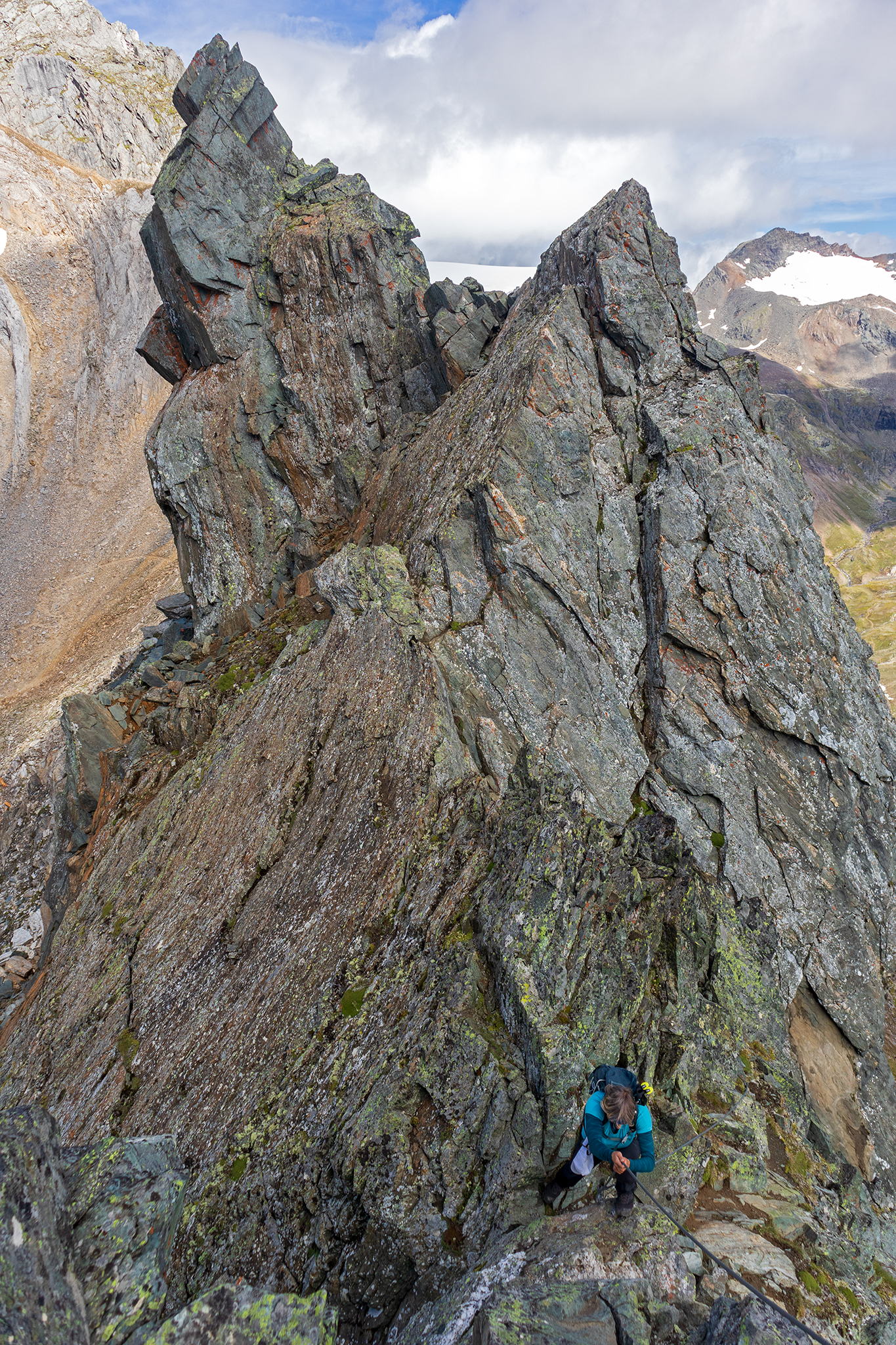
Aufstieg von der Zopetscharte

Die Tulpspitze verfügt über einen Nord- und einen Südgrat, wobei der Normalweg über den Südkamm verläuft. Hierzu erfolgt der Aufstieg von der Johannishütte über den Venediger Höhenweg bis zur Abzweigung zur Kreuzspitze und von hier weiter in die Tulpscharte. Der Südkamm kann in der Folge unschwierig erstiegen werden. Als Alternative besteht der Nordgrat, der von der Johannishütte oder der Eisseehütte erreichbar ist. der Weg führt dabei zunächst in die Zopetscharte und von hier über Blockstufen nach Norden zu einem markanten, weißen Gratturm. Dieser wird westlich umgangen, sodass eine dahinterliegende Scharte erreicht wird. Über eine Steilstufe und große Blöcke verläuft der Schlussanstieg auf der erdigen Schrofenflanke zum Gipfel (I+).